# Magdeburgcenturierna

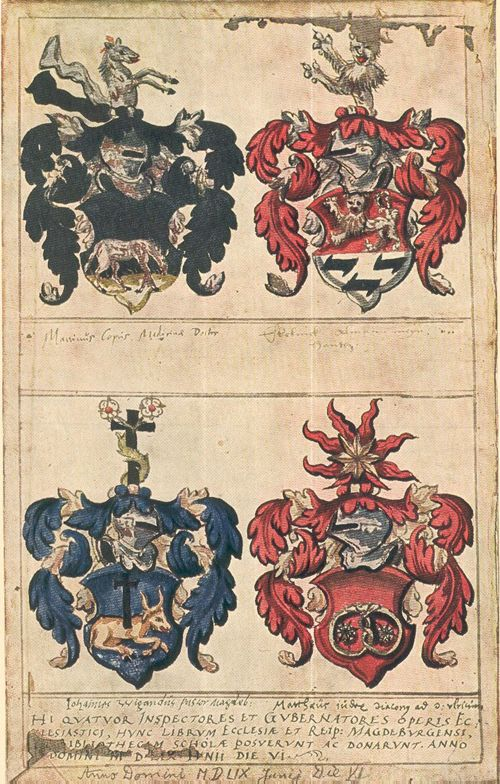
Exlibris från ett nu förlorat exemplar av centurierna.

Magdeburgcenturierna (latin Centuriae magdeburgenses) var ett kyrkohistoriskt verk i 13 folioband (utgivna i Basel 1559-74).
Deras fullständiga titel är Ecclesiastica historia, integram ecclesice christianae ideam complectens, congesta per aliquot studiosos et pios viros in urbe Magdeburgica. Arbetet skrevs av Flacius Illyricus med bistånd av Johann Wigand och Basilius Faber med flera, och syftet därmed var att genom en framställning av kristendomens historia bevisa protestantismens överensstämmelse med den ursprungliga kristendomen. 
Varje band innehåller en centuria, ett århundrades historia. Hela verket utmärker sig för grundliga källstudier, skarp kritik och lidelsefull polemik. Mot detta arbete riktade Cesare Baronius sina Annales Ecclesiastici.